# Omphale inaequalis
Omphale inaequalis är en stekelart som beskrevs av Christer Hansson 2004. Omphale inaequalis ingår i släktet Omphale och familjen finglanssteklar.
Artens utbredningsområde är:
- Costa Rica.
- Guatemala.

Inga underarter finns listade i Catalogue of Life.